# Avenue du Bois
Avenue du Bois is een olieverfschilderij op doek van de Nederlandse schilder Kees van Dongen (1877-1968). Van Dongen was in 1897 in Parijs komen wonen en werd in 1929 genaturaliseerd tot Fransman.
Het doek geeft een beeld van een drukke avenue in Parijs in de jaren 30 van de twintigste eeuw. Op de voorgrond staan auto's en mensen afgebeeld, op de achtergrond is de Arc de Triomphe te zien.
Het schilderij werd in 1975 aangekocht voor de Robert Lehman Collection en hangt in het Metropolitan Museum of Art in New York.
Een ander werk van Van Dongen met een soortgelijke titel is l'Avenue du Bois de Boulogne (1926). Dit is een litho in aquatinten waarop slechts twee dames te zien zijn, met op de achtergrond de Arc de Triomphe.